# Merenius alberti
Merenius alberti är en spindelart som beskrevs av Roger de Lessert 1923. Merenius alberti ingår i släktet Merenius och familjen flinkspindlar. Inga underarter finns listade i Catalogue of Life.